# Łuszczów Drugi
Łuszczów Drugi – wieś w Polsce położona w województwie lubelskim, w powiecie lubelskim, w gminie Wólka.
Przez północną część miejscowości przebiega droga krajowa nr 82.
W latach 1975–1998 miejscowość administracyjnie należała do ówczesnego województwa lubelskiego.
Wieś stanowi sołectwo gminy Wólka. Według Narodowego Spisu Powszechnego z roku 2011 wieś liczyła 637 mieszkańców.
Wierni Kościoła rzymskokatolickiego należą do parafii św. Barbary w Łuszczowie.